# Gliese 367 b
Gliese 367 b, o Tahay, è un pianeta extrasolare in orbita attorno alla stella Gliese 367, a circa 30,7 anni luce di distanza dal sistema solare, nella costellazione delle Vele. È stato scoperto nel 2021 con il metodo del transito tramite il telescopio spaziale TESS della NASA.

## Stella madre
Il pianeta orbita attorno a una nana rossa avente massa e raggio del 45% di quelli del Sole; più piccola e fredda del Sole, ha una temperatura superficiale attorno ai 3500 kelvin.

## Caratteristiche
Il pianeta orbita attorno alla stella Gliese 367 (o TOI-731) in appena 7,7 ore, a una distanza di poco superiore al milione di chilometri, vale a dire 150 volte più vicino di quanto non disti la Terra dal Sole. Nonostante la sua stella madre sia più fredda e piccola del Sole, a quella distanza il pianeta riceve una radiazione 500 volte superiore a quella che riceve la Terra dalla nostra stella, e la sua temperatura di equilibrio è stimata in 1416 K. A quelle temperature l'atmosfera è certamente evaporata e con essa qualsiasi possibilità che sul pianeta possa esistere qualche forma di vita.
Si tratta di uno dei pianeti più piccoli mai scoperti, ha un raggio del 70% di quello terrestre e una massa che è poco più della metà di quella del nostro pianeta, il che lo fa rientrare nella categoria delle sub Terre. La sua densità è superiore a quella della Terra, ed è di 8,106 g/cm³, il nucleo potrebbe essere simile a quello di Mercurio, composto da ferro e nichel.